# Мишић
Мишић или мишићно ткиво је процентуално најзаступљеније ткиво у организму већине животиња и човека. Грађено је од високоспецијализованих ћелија (миоцита), које имају способност да трансформишу хемијску енергију у механички рад. На тај начин оне развијају силу неопходну за покретање тела и његових делова, промену величине и облика органа и одржавање свих виталних функција организма.
Основна својства мишићних ћелија су контрактилност и ексцитабилност. Контракција (скраћивање) се одвија захваљујући присуству протеина специфичне молекулске грађе и организације унутар миоцита. Ексцитабилност подразумева присуство рецептора на ћелијској мембрани који реагују на стимулацију, а који омогућавају нервном и ендокрином систему да контролишу активност мишића. Мишићне ћелије садрже протеинске филаменте од актина и миозина који клизају један поред другог, производећи контракције којима се мењају дужина и облик ћелије. Функција мишића је да производе силу и кретање. Они су првенствено одговорни за одржавање и промене позиције, покретање, као и за кретање унутрашњих органа, као што су контракције срца и кретање хране кроз дигестивни систем путем перисталтике.
Мишићна ткива су изведена из мезодермног слоја ембрионских ћелија заметка у процесу познатом као миогенеза. Постоје три типа мишића, скелетални или пругасти, срчани, и глатки. Дејство мишића се може класификовати као било волонтерско или неволонтерско. Срчани и глатки мишићи се контрахују без свесног размишљања и стога се називају неволонтерским, за разлику од тога скелетални мишићи се могу контраховати по команди. Скелетални мишићи се даље могу поделити у брзо и споро трзајућа влакна.
Мишићи се предоминантно напајају путем оксидације масти и угљених хидрата, мада се анаеробне хемијске реакције исто тако користе, посебно у брзо трзајућим влакнима. Ове хемијске реакције производе молекуле аденозин трифосфата (АТП) који се користе као погонско гориво за кретање миозинских влакана.
Термин мишић је изведен из латинске речи musculus са значењем „мали миш”, вероватно због облика појединих мишића или због тога што контраховање мишића наликује на миша који се креће под кожом.

## Развој мишића
Читав мишићни систем има заједничко ембрионално порекло. Настаје од мезодерма и једним малим делом од ектодерма. Глатко и срчано мишићно ткиво се развијају од висцералног мезодерма, а скелетни мишићи од миотома (накупина мезенхималних ћелија). Ћелије од којих настају мишићи у процесу миогенезе се називају миобласти. Постоје примарни и секундарни миобласти, а ова подела се заснива на чињеници да се мишићи кичмењака развијају у два раздобља. Више од 90% мишићних влакана настаје од секундарних миобласта, а на њихов развој у великој мери утиче инервација и остали спољашњи чиниоци.

## Подела
С обзиром на цитолошке карактеристике миоцита, инервацију и начин контракције, мишићи се деле на попречно-пругасто (скелетно), глатко и срчано мишићно ткиво.
Попречно-пругасто ткиво изграђује скелетне и висцералне пругасте мишиће. Његове контракције су брзе, снажне и углавном се одвијају под контролом свести. Глатко ткиво улази у састав унутрашњих органа и оно је специјализовано за дуготрајне контракције слабијег интензитета. Углавном се контрахује спонтано или под утицајем ендокриног и аутономног нервног система. Срчано мишићно ткиво гради највећи део масе срца, а његов рад је такође аутоматизован.

### Попречно-пругасто ткиво
Попречно-пругасто (скелетно) мишићно ткиво (лат. textus muscularis striatus) чини највећи део масе људског тела (око 40%). Оно изграђује мишиће трупа, удова, лица, врата, језика, непца, ждрела, гркљана, дијафрагме, највећег дела једњака, мокраћне цеви, вагине итд. Ти мишићи су одговорни за кретање, одржавање позиције тела, мимику, говор, гутање, дисање и друге виталне функције организма.
Скелетно ткиво је специјализовано за краткотрајне снажне контракције, а инервишу га моторна и сензорна влакна цереброспиналних живаца што значи да се налази под контролом воље (са изузетком једњака и дијафрагме).
Попречно-пругасте мишиће изграђују дугачке и релативно танке ћелије цилиндричног облика, које се називају и мишићна влакна. Влакна су постављена паралелно и окружена су слојем растреситог везива, које се назива ендомизијум. Већи број влакана се удружује и формира сноп, кога окружује омотач перимизијум. На крају, ови снопови формирају мишић и окружени су још једним омотачем изграђеним од густог везивног ткива, који носи назив епимизијум. Кроз ове омотаче пролазе крвни судови и живци.
Мишићне ћелије су дугачке од 1 mm до 12 cm, а имају промер 10-100 µm. У њиховој саркоплазми се налазе бројна овоидна једра, велики број органела и мишићна влаканца (миофибриле). Једна од главних микроскопских карактеристика ових ћелија је испруганост у попречном правцу. Овај оптички феномен је последица структуре миофибрила, у коме се смењују светле (изотропне) и тамне (анизотропне) пруге. Ту појаву је први приметио Левенхук 1685. године.

### Глатко ткиво
Глатко мишићно ткиво (лат. textus muscularis nonstriatus) улази у састав крвних и лимфних судова, органа система за варење, душника, мокраћне бешике, материце, коже, унутрашњих мишића ока итд. Оно је специјализовано за слабе и споре контракције, а инервисано је од стране аутономног нервног система. За разлику од скелетног ткива, ови мишићу су способни за дуготрајне контракције и веома тешко се замарају.
Глатке мишићне ћелије су вретенастог облика и имају једно овално једро постављено у средишњем делу саркоплазме. Дужина им се креће од 20 до 500 µm, а дијаметар 2-5 µm. Актински и миозински филаменти су овде другачије организовани, тако да нема попречне испруганости.
Глатки мишићи се могу поделити на: вишејединичне и једнојединичне. Вишејединични мишићи су изграђени од одвојених влакана, која су инервисана посебним нервним завршецима и раде независно једна од других. Једнојединични мишић функционише као целина, односно њега изграђују влакна која се заједно контрахују и која су организована у листове или снопове. Овај тип мишића се назива и синцицијални због међусобне повезаности мишићних ћелија, а такође се користи синоним висцерални глатки мишићи јер они граде већину унутрашњих органа.

### Срчано ткиво
Срчано мишићно ткиво (лат. textus muscularis cardiacus striatus) изграђује средишњи слој срчаног зида (миокард) и средишњи слој плућних вена у близини њиховог ушћа у срце. По структури је слично попречно-пругастом, а по функцији глатком мишићном ткиву.
Састављено је од попречно-пругастих влакана, која се разликују од скелетних по димензијама (тања су и краћа), распореду једара, присуству прелазних плоча, слабије израженој попречној испруганости и др. Срце се састоји од две врсте влакана. Једна врста изграђује радну мускулатуру одговорну за контракције, а друга врста спроводну мускулатуру која садржи мало контрактилних фибрила и која је одговорна за стварање и спровођење импулса до контрактилних влакана.
Срчана мишићна влакна су састављена од серијски везаних ћелија (кардиомиоцита). Оне су широке 10-20 µm, а дугачке 50-120 µm. Свака ћелија има једно или два централно постављена једра, што омогућава разликовање срчаног и скелетног мишићног ткива. Миофибрили такође немају исти распоред као код попречно-пругастих мишића, али су актински и миозински филаменти организовани на исти начин. Попречна испруганост није тако изражена, због присуства великог броја митохондрија (које заузимају 40% волумена кардиомиоцита). Између суседних ћелија налазе се прелазне плоче (интеркалатни дискови).
Срчани мишић се контрахује ритмично и аутоматски, а инервише га вегетативни нервни систем (симпатикус и парасимпатикус). Сигнали који изазивају срчане контракције настају у зиду десне преткоморе, али нервни систем утиче на његов ритам.

### Миоепителне ћелије
Миоепителне ћелије су врста мишићних ћелија, која се налази у жлездама и њиховим изводним каналима. Карактерише их мало звездолико тело са наглашеним продужецима. Ове ћелије стимулишу ослобађање жлезданог секрета, а њихова контракција је регулисана бројним неуротрансмитерима и хормонима.

### Миофибробласти
Миофибробласти су вретенасто издужене ћелије, које се сматрају контрактилним видом фибробласта. Показују својства слична глатким мишићним ћелијама, а настањују строму појединих органа. Миофибробласти продукују колагена влакна, а такође испољавају контрактилна својства.

### Перицити
Перицити су контрактилне ћелије, које се налазе у зидовима капилара и малих венских судова. Имају овално једро, слабо развијене остале органеле и садрже велику количину актина, миозина и тропомиозина. Перицити регулишу проток крви, пропустљивост зидова ситних крвних судова и имају изражену способност фагоцитозе.

## Еволуција
Еволуцијско порекло мишићних ћелија код животиња је тема о којој се често расправља. У једном од научних праваца сматра се да су мишићне ћелије једном еволирале и да стога све животиње са мишићним ћелијама имају једног заједничког претка. Према једном друом правцу, научници верују да су мишићне ћелије еволуирале више пута и да су морфолошке или структурне сличности последица конвергентне еволуције и гена који предатирају еволуцију мишића, и чак и мезодерма - слоја клица из којег многи научници верују да истинске мишићне ћелије потичу.
Шмид и Зајпел сматрају да мишићне ћелије воде порекло од монофилетних ћелија које се истодобно јављају при развоју дигестивног и нервног система свих животиња и да се ово порекло може пратити до заједничког метазоанског претка полазећи од свих садашњих мишићних ћелија. Они тврде да су молекуларне и морфолошке сличности између ћелија мишића код жарњака и реброноша у великој мери сродне са онима код билатерија да се може сматрати да је постојао један предак свих животиња од кога све мишићне ћелије потичу. У овом случају, Шмид и Зајпел тврде да је последњи заједнички предак билатерија, жарњака и реброноша био триплобласт или организам са три клицна слоја, док су диплобласти, организама са два клицна слоја, секундарно еволуирали, јер је им недостаје мезодерм или мишићи, који су присутни код већине жарњака и реброноша. Поређењем морфологије жарњака и реброноша са билатеријама, Шмид и Зајпел су извели закључак да постоје структуре сличне миоцитима у пипцима и цревима неких врста жарњака и у пипцима реброноша. Како је то структура која је јединствена за мишићне ћелије, ови научници су установили на бази података које су сакупили други истраживачи да је то маркер за пругасте мишиће, слично оном што је уочено код билателија. Аутори такође напомињу да су мишићне ћелије пронађене код жарњака и реброноша често оспораване, јер ове мишићне ћелије воде порекло из ектодерма, уместо мезодерма или мезендодерма. Други сматрају да истинске мишићне ћелије воде порекло из ендодермске порције мезодерма и ендодерма. Међутим, Шмид и Зајпел се супротстављају овом скептицизму да су мишићне ћелије присутне код жарњака и реброноша заиста истинске мишићне ћелије имајући у виду да се жарњаци развијају кроз стадијуме медузе и полипа. Они примећују да у хидрозоанској медузиној фази постоји слој ћелија који се одвајају од дисталне стране ектодерма како би се формирале пругасте мишићне ћелије на начин који је сличан ономе у мезодерму и називају тај трећи издвојени слој ћелија ектокодоном. Они такође тврде да нису све мишићне ћелије изведене из мезендодерма код билатеријана, при чему су кључни примери да у мишићима ока кичмењака и мишићима спиралијана ове ћелије потичу из ектодермалног мезодерма уместо ендодермалног мезодерма. Осим тога, Шмид и Зајпел тврде да, пошто се миогенеза јавља код жарњака уз помоћ молекуларних регулаторних елемената који се налазе у спецификацији мишићних ћелија код билатерија, постоје докази за заједничко порекло пругастих мишића.